# Бензилбромид
Бензилбромид (альфа-бромтолуол, бромистый бензил) — органическое соединение (C6H5CH2Br), производное толуола, в котором атом водорода замещён атомом брома. Лакриматор.

## Свойства
Бесцветная жидкость с резким запахом.

## Получение
Может быть получен свободнорадикальным бромированием из толуола:
например, реакцией на свету смеси толуола с бромтрихлорметаном.

## Безопасность
Легко воспламеняется, ирритант. Используется как отравляющее вещество в боевых условиях и при тренировках как нелетальное вещество и сильный лакриматор.